# Gil Kenan

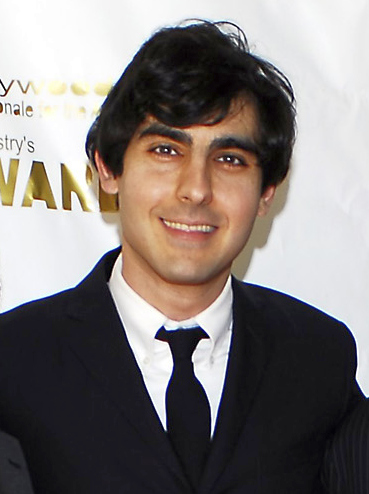
Kenan nel 2007 al 34° Annie Awards

Gil Kenan (Londra, 16 ottobre 1976) è un regista israeliano naturalizzato statunitense.

## Biografia
Ha preso la laurea MFA all'UCLA nel 2002. Ha diretto Monster House nel 2006, i cui produttori esecutivi sono Steven Spielberg e Robert Zemeckis.
È stato candidato nel 2006 per l'Oscar al miglior film d'animazione per il suo lavoro nel film. Ha anche scritto e diretto un cortometraggio, The Lark, presentato nel 2004 in un'unica proiezione all'UCLA Senior Thesis in cui era presente un giovane agente cinematografico che gli procurò, successivamente, l'attenzione di Zemeckis, il quale lo ingaggiò come regista di Monster House.
Il suo secondo film, Ember - Il mistero della città di luce, è l'adattamento cinematografico prodotto da Tom Hanks del romanzo di Jeanne Duprau La città di Ember (The City of Ember) pubblicato nel 2003. Il film, uscito nell'ottobre 2008, ha ottenuto critiche contrastanti e bassi incassi.
Nel 2024 dirige il film Ghostbusters - Minaccia glaciale, quinto capitolo del franchise.

## Filmografia

### Regista

#### Cortometraggi
- The Lark (2004) – cortometraggio

#### Lungometraggi
- Monster House (2006)
- Ember - Il mistero della città di luce (City of Ember) (2008)
- Poltergeist (2015)
- Un bambino chiamato Natale (A Boy Called Christmas) (2021)
- Ghostbusters - Minaccia glaciale (Ghostbusters: Frozen Empire) (2024)

#### Televisione
- Scream - serie TV, 1 episodio (2016)

### Sceneggiatore

#### Lungometraggi
- Ghostbusters: Legacy (Ghostbusters: Afterlife), regia di Jason Reitman (2021)
- Un bambino chiamato Natale (A Boy Called Christmas), regia di Gil Kenan (2021)
- Ghostbusters - Minaccia glaciale (Ghostbusters: Frozen Empire), regia di Gil Kenan (2024)
- Saturday night, regia di Jason Reitman (2024)

### Produttore
- Ghostbusters - Minaccia glaciale (Ghostbusters: Frozen Empire), regia di Gil Kenan (2024)

## Riconoscimenti
- 2007 - Premio Oscar
  - Candidatura al Miglior film d'animazione per Monster House